# Liste der Monuments historiques in Livilliers
Die Liste der Monuments historiques in Livilliers führt die Monuments historiques in der französischen Gemeinde Livilliers auf.

## Liste der Bauwerke
| Bezeichnung                                | Beschreibung | Standort | Kennzeichnung | Schutzstatus | Datum | Bild           |
| ------------------------------------------ | ------------ | -------- | ------------- | ------------ | ----- | -------------- |
| Kirche St-Fiacre-Notre-Dame-de-la-Nativité |              | (Lage)   | PA00080102    | Classé       | 1936  | weitere Bilder |

## Liste der Objekte
- Monuments historiques (Objekte) in Livilliers in der Base Palissy des französischen Kultusministeriums